# Johann Naret-Koning

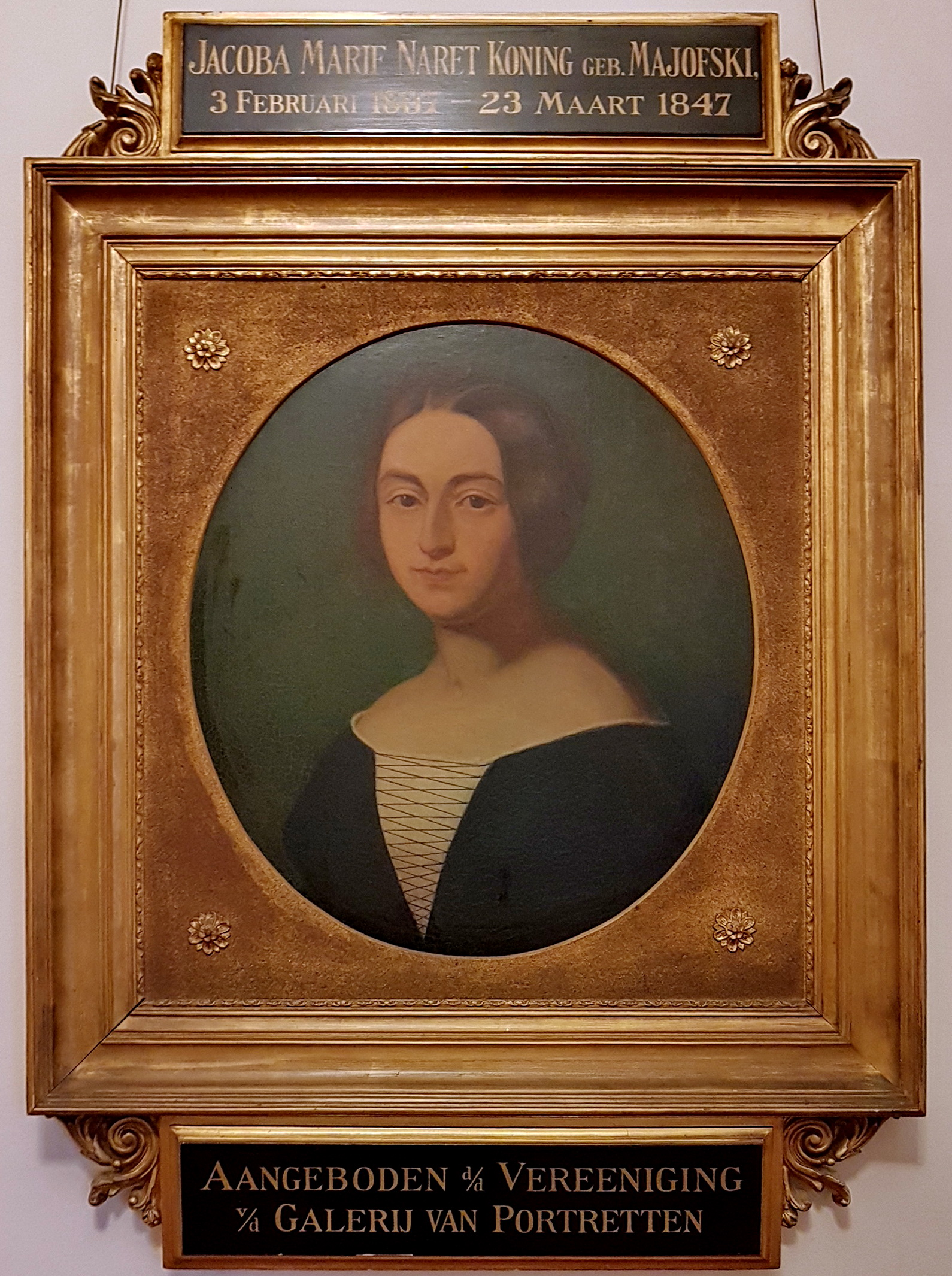
Johanns moeder Koosje door Matthieu Wiegman

Johann Naret-Koning (Johannes Josephus David Naret-Koning) (Amsterdam, 25 februari 1838 – Frankfurt am Main, 28 maart 1905) was een Duitse violist en dirigent van Nederlandse afkomst.
Hij was de zoon van Karel Naret-Koning en de actrice en zangeres Jacoba Maria Majofski, die woonden aan de Prinsengracht.
Naret-Koning ontving zijn muzikale opleiding van Friedrich Bernhard Bunte in Amsterdam en studeerde vervolgens viool bij Ferdinand David, Raymond en Dreischock, harmonieleer bij Hauptmann en Richter, en compositieleer bij Julius Rietz aan het Conservatorium te Leipzig. Zijn medeleerling Hermann Levi componeerde destijds een vioolsonate voor hem. Na zijn studie werd hij violist bij de Frankfurter Opera in 1858 en in 1859 werd hij concertmeester bij het hoftheater in Mannheim, een positie die hij tot 1870 bekleedde. In Mannheim was hij tevens dirigent van de Mannheimer Sängerbund vanaf 1862 en de Mannheimer Musikverein vanaf 1864. Zijn vriend Max Bruch schreef speciaal voor het zangkoor het "Lied van de Drie Heilige Koningen", waarbij Naret-Koning hem ondersteunde bij het opzetten van zijn vioolconcert (hoewel Joseph Joachim Bruch later veel meer ondersteunde). Vanaf 1878 werkte hij voor de Theater-Aktien-Gesellschaft in Frankfurt. In 1879 keerde hij kort terug naar Nederland ter gelegenheid van het gouden eeuwfeest van de Maatschappij tot Bevordering der Toonkunst. In Frankfurt doceerde hij ook aan Dr. Hoch's Konservatorium, waar hij in 1896 tot professor werd bevorderd. Een van zijn leerlingen was Ferdinand Küchler.
Tussen 1878 en 1892 speelde hij als tweede violist, en van 1893 tot 1902 als altviolist, in het strijkkwartet rondom Hugo Heermann. Samen met Heermann, Fritz Basermann, Mr. Welcker (altviool) en Valentin Müller (cello) voerde hij op 29 december 1882 de wereldpremière uit van het Strijkkwintet nr. 1 opus 88 van Johannes Brahms.
- Gemeinsame Normdatei: 11688326X
- MusicBrainz: 8dfc5100-f1bb-4569-afbc-adedc92eb087
- Virtual International Authority File: 775388
- WorldCat: E39PBJqQCrYBdW4XbrjkDKjDMP